# Frederik de Moucheron

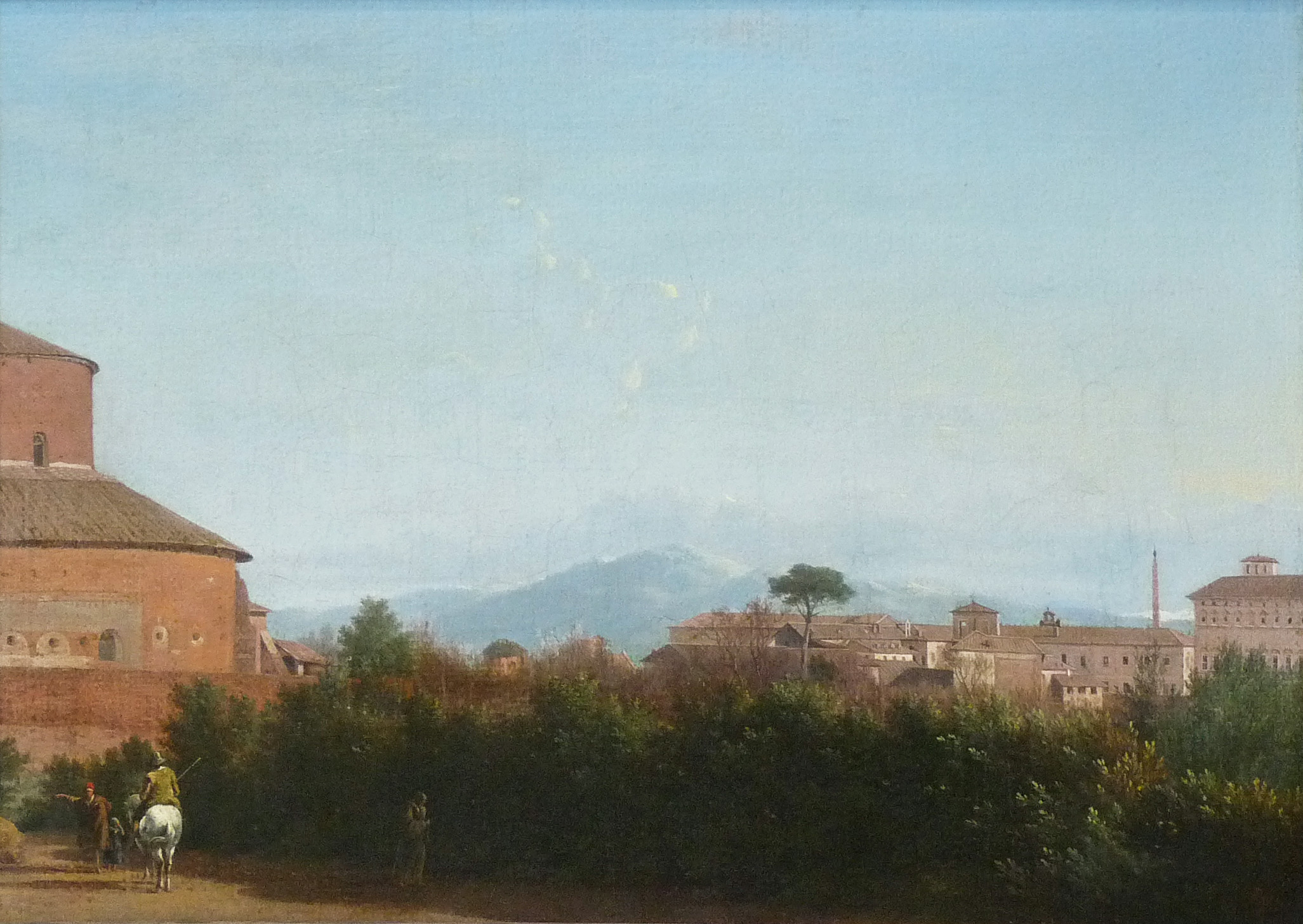
Landschap met gezicht op Rome vanuit de tuin van de Villa Celimontana

Frederik de Moucheron (Emden, 1633 - Amsterdam, 1686) was een Nederlands kunstschilder en tekenaar uit de Gouden Eeuw. Hij vervaardigde met name (italianiserende) landschappen die door verschillende collega's werden gestoffeerd met mens- en dierfiguren. Ook beschilderde hij de wanden van de interieurs van gegoede families in Amsterdam.
Frederi(c)k de Moucheron was de zoon van Balthazar de Moucheron en Cornelia van Brouckhoven. Zijn vader was, naast andere bezigheden, eveneens kunstschilder en was vermoedelijk zijn eerste leermeester. Later ging hij in de leer bij Jan Asselijn, die grote invloed had op zijn Italiaanse landschapsstijl. 
In 1655 trok hij via Antwerpen naar Frankrijk, waar hij enkele jaren werkte in Parijs en Lyon. Hij keerde, na wederom een kort verblijf in Antwerpen, in 1659 terug naar Amsterdam. Hij trouwde daar in dat jaar met Marieke de Jouderville, een dochter van de schilder Isaac de Jouderville. Zij kregen elf kinderen, onder wie Isaac de Moucheron, die evenals zijn vader landschapsschilder werd.
Frederik de Moucheron werkte samen met onder meer Dirck Helmbreeker, Johannes Lingelbach, Adriaen van de Velde en Nicolaes Berchem, die stofferingen leverden voor zijn werk.
De schilder werd op 5 januari 1686 in Amsterdam begraven.
Werk van Moucheron is te vinden in onder meer het Rijksmuseum Amsterdam, het Kunsthistorisches Museum Wien in Wenen, de National Gallery in Londen, en verder in Leipzig, Hannover, Florence en Los Angeles.